# Ashley Williams
Ashley Errol Williams (Wolverhampton, 23 de agosto de 1984) é um ex-futebolista galês nascido na Inglaterra que atuava como zagueiro. Atualmente está aposentado.

## Carreira
Williams fez parte do elenco da Seleção Galesa de Futebol da Eurocopa de 2016, como capitão da equipe.